# Banyen Rakkaen
Nittiya Rakkaen (tiếng Thái: นิตยา รากแก่น; sinh ngày 14 tháng 10 năm 1952 tại tỉnh Ubon Ratchathani, Thái Lan), thường được biết với nghệ danh Banyen Rakkaen (tiếng Thái: บานเย็น รากแก่น) là một ca sĩ, nhạc sĩ nhạc Luk thung và Mor lam người Thái.

## Danh sách đĩa nhạc
- 1999: ลำเพลินแดนอีสาน (CD, Album) (1999)
- 2001: ลำเพลินกล่อมโลก (CD, Album) (2001)
- 2010: Ruam Pleng Dunk 16 Pleng Hit (CD, Comp) (2010)
- 2018: บานเย็น รากแก่น = Banyen Rakkaen* - ลำเพลินระดับโลก - Lam Phloen World-class: The Essential Banyen Rakkaen (LP, Comp, RM) (CD, Comp)